# Saint-Hilaire-de-Villefranche
Saint-Hilaire-de-Villefranche è un comune francese di 1 204 abitanti situato nel dipartimento della Charente Marittima nella regione della Nuova Aquitania.

## Società

### Evoluzione demografica
Abitanti censiti